# Saison 5 des Soprano
Chronologie
Saison 4 Saison 6
Cet article présente les épisodes de la cinquième saison de la série télévisée Les Soprano.

## Synopsis
Dans la cinquième saison, le cousin de Tony, Tony Blundetto, est libéré de prison en même temps que d'autres personnalités de la pègre. Carmine meurt subitement et l'absence de désignation d'un successeur entraîne une lutte de pouvoir à New York. Bien qu'il ait initialement décidé de rester à l'écart du crime organisé, Blundetto est poussé par le besoin d'argent à s'impliquer dans le conflit, contre les ordres de Tony qui avait demandé aux membres de sa famille de rester à l'écart. Quand Blundetto tue le frère de Phil Leotardo, Johnny exige que Tony le lui livre. En refusant, Tony provoque la colère de la famille de New York. Finalement, il décide de tuer Blundetto lui-même pour lui épargner les tortures que lui aurait fait subir Leotardo pour se venger.
Tony et Carmela restent séparés. Tony s'installe dans l'ancienne maison de ses parents avec son ami d'enfance Artie Bucco, que sa femme a également quitté. Carmela, à présent la seule autorité pour A.J. à la maison, ne supporte plus ses récriminations incessantes envers les règles de conduite qu'elle impose, et finit par l'autoriser à vivre avec son père. Elle a une brève liaison avec Robert Weigler, le conseiller d'orientation d'A.J., qui la quitte brutalement lorsqu'il suspecte qu'elle le manipule afin d'améliorer les notes de son fils. Tony et Carmela se réconcilient ; Tony promet d'être fidèle et s'engage à financer le projet immobilier de Carmela.
Adriana continue à informer le FBI. Après l'avoir impliquée dans un meurtre survenu à son nightclub, les agents fédéraux lui fixent un ultimatum : elle doit faire coopérer Christopher, sinon elle ira en prison. Elle confesse son secret à Christopher ; dans un premier temps furieux, il devient ensuite plus réceptif à l'idée d'intégrer le programme de protection des témoins. Cependant, il change une fois de plus d'avis et raconte tout à Tony. Celui-ci, comprenant Christopher, ordonne à Silvio de tuer Adriana. Tony approche Johnny Sack afin de mettre fin à la guerre entre leurs deux familles et se reconcentrer sur les affaires. Johnny Sack est arrêté par le FBI à leur rendez-vous. Mais Tony Soprano parvient à s'échapper.

## Épisodes

### Épisode 1:Deux Tony sinon rien
- États-Unis : 7 mars 2004 sur HBO
- France : 5 septembre 2004 sur Jimmy[1]

- États-Unis : 12,14 millions de téléspectateurs[2]

- Leslie Bega (Valentina La Paz)
- Peter Bogdanovich (Dr Elliot Kupferberg)
- Denise Borino (Ginny Sacrimoni)
- Carl Capotorto (Little Paulie Germani)
- Max Casella (Benny Fazio)
- Miryam Coppersmith (Sophia Baccalieri)
- Allison Dunbar (Nicole Lupertazzi)
- Joseph R. Gannascoli (Vito Spatafore)
- Dan Grimaldi (Patsy Parisi)
- Tony Lip (Carmine Lupertazzi)
- George Loros (Raymond Curto)
- Jeffrey M. Marchetti (Petey)
- Arthur J. Nascarella (Carlo Gervasi)
- Joe Santos (Angelo Garepe)
- Frank Vincent (Phil Leotardo)
- Maria Baan (Fran)
- Robert John Burke (Agent Zmuida)
- John Elsen (Officier Yorn)
- Sukanya Krishnan (Reporter)
- Robert Loggia (Feech La Manna)
- Bill Quigley (Serveur)
- Omar Rodriguez (Raoul)
- Matthew Weiner (Manny Safier)

Quatre truands, emprisonnés dans les années 80, sont libérés sur parole. Trois d'entre eux sont d'une génération plus vieille que Tony Soprano : le caporégime des Soprano Michele « Feech » La Manna, le consigliere de Lupertazzi, Angelo Garepe et le capo de Lupertazzi Phil Leotardo. Le quatrième est le cousin de Tony, Tony « Tony B » Blundetto. Feech souhaite travailler de nouveau en s'occupant de prêts frauduleux et de paris sportifs, ce que Tony et oncle Junior autorisent s'il ne « marche sur les pieds de personne ». Tony est enthousiasmé par la libération prochaine de son cousin et prévoit une somptueuse fête de bienvenue.
Christopher Moltisanti et Paulie Gualtieri se disputent lorsque leur récit humoristique de l'épreuve survenue dans les Pine Barrens se transforme en récriminations mutuelles. Chris commence à être mécontent de la coutume selon laquelle, étant de rang inférieur, il doit payer l'addition lorsque le groupe dîne dans un restaurant. Un soir, il force Paulie à payer à sa place. Le lendemain matin, Paulie demande à Chris de le rembourser. Tony ordonne à Chris de continuer à payer les notes, comme il l'a fait lui-même autrefois. À Atlantic City, Paulie parvient à gonfler une facture de dîner à près de 1 200 $ que Chris doit régler de mauvaise grâce. Alors qu'ils sont en train de se disputer sur le parking, un serveur sort et reproche à Chris son petit pourboire. Des insultes fusent et Chris jette une pierre à la tête du serveur. Celui-ci s'effondre et fait une crise, provoquant la panique de Paulie, qui le tue d'un coup de feu dans la poitrine. Paulie attrape les 1 200 $ et avec Chris, ils filent à bord de leurs voitures. Le lendemain, ils acceptent d'enterrer la hache de guerre et de diviser la note d'origine et celles à venir entre eux deux. Carmine Lupertazzi a un accident vasculaire cérébral lors d'un repas avec Tony et Johnny Sack. À l'hôpital, Johnny indique à Tony qu'il est toujours en colère contre lui pour avoir renoncé à leur accord dans le but de tuer Carmine l'année précédente. Janice et Bobby Baccalieri sont maintenant mariés. 
Environ un an après sa séparation, Tony vit dans l'ancienne maison de sa mère. Un soir, alors qu'AJ est dans le jardin de la maison de ses parents, un gros ours noir apparaît, ce qui le terrifie. Carmela chasse l'ours et appelle les autorités. Tony arrive le lendemain et parle à Carmela, mais la réunion devient acrimonieuse lorsqu'elle le critique pour avoir acheté trop de cadeaux à AJ dont une batterie pour un montant de 5000 $. Elle l'accuse d'avoir appelé en Italie à propos de ses relations passées ; en réaction, Tony lui dit que la vie de Furio Giunta est finie si certaines personnes le trouvent. Tony charge Benny Fazio et Little Paulie Germani de monter la garde dans son jardin dans le cas où l'ours reviendrait, et Carmela leur fournit à contrecœur un AK-47 caché dans la maison.
- Acteurs :
  - Jamie-Lynn Sigler est créditée Jamie-Lynn DiScala au générique tout au long de la cinquième saison à la suite de son mariage[3]. La saison suivante, elle reprendra son nom de jeune fille après son divorce.
  - Steve Buscemi, bien que crédité au générique pour le rôle de Tony Blundetto, n'apparaît qu'en photo.
- Musique :
  - La chanson diffusée lors du générique de fin est Heaven Only Knows de Emmylou Harris[4].

### Épisode 2:Trahir n'est pas jouer
- États-Unis : 14 mars 2004 sur HBO
- France : 5 septembre 2004 sur Jimmy[1]

- Ray Abruzzo (Little Carmine Lupertazzi)
- Rae Allen (Tante Quintina)
- Sharon Angela (Rosalie Aprile)
- Denise Borino (Ginny Sacrimoni)
- Carl Capotorto (Little Paulie Germani)
- Miryam Coppersmith (Sophia Baccalieri)
- Allison Dunbar (Nicole Lupertazzi)
- Robert Funaro (Eugene Pontecorvo)
- Joseph R. Gannascoli (Vito Spatafore)
- Lola Glaudini (Agent Deborah Cicerone)
- Dan Grimaldi (Patsy Parisi)
- Marianne Leone (Joanne Moltisanti)
- Tony Lip (Carmine Lupertazzi)
- George Loros (Raymond Curto)
- Richard Maldone (Albert Barese)
- Joe Maruzzo (Joe Peeps)
- Angelo Massagli (Bobby Baccalieri, Jr)
- Kathrine Narducci (Charmaine Bucco)
- Frank Pando (Agent Grasso)
- Frank Pellegrino (en) (Frank Cubitoso)
- Joe Santos (Angelo Garepe)
- Matt Servitto (Agent Harris)
- Maureen Van Zandt (Gabriella Dante)
- Frank Vincent (Phil Leotardo)
- Karen Young (Agent Robyn Sanseverino)
- Kelly AuCoin (Agent Jim Ashe)
- Nick Bosco (Ken Wu)
- David Copeland (Joey Cogo)
- Patti D'Arbanville (Lorraine Calluzzo)
- Rosemarie Dana (Vieille femme)
- Robert Desiderio (Jack Massarone)
- Drummond Erskine (Oncle Zio)
- Vanessa Ferlito (Tina)
- Frank Fortunato (Jason Evanina)
- Renee Franca (Serveuse)
- Scott Johnsen (Policier)
- Robert Loggia (Feech La Manna)
- Anna Mancini (Donna Parisi)
- Caroline Rossi (Violet Lupertazzi)
- Triney Sandoval (Agent Reyes)
- Vinny Vella Sr (Jimmy Petrille)
- John Viscardi (Agent Jeffries)

Après la mort de Carmine, Little Carmine croit qu'il est le successeur de son père, mais lors des obsèques il prend mal le manque de respect des autres mafieux qui prêtent plus d'attention à Johnny Sack. Celui-ci s'est en effet toujours considéré comme le fils spirituel de Carmine et était son bras droit au quotidien. Il rejette avec dédain les ambitions de Little Carmine.
Tony a une entrevue avec Jack Massarone, une de ses relations d'affaires, qui lui offre une peinture du Rat Pack. Tony connaît Massarone depuis longtemps, mais ne sait pas qu'il est maintenant un informateur du FBI. Patsy Parisi l'en informe après en avoir eu connaissance via des policiers véreux qui ont contrôlé par hasard des fédéraux en planque. Tony organise un autre rendez-vous et serre Massarone dans ses bras pour trouver le dispositif d'écoutes, sans se douter qu'il est en fait caché dans sa casquette de baseball. Il ne sait pas quoi penser mais a une mauvaise réaction car Massarone l'a complimenté pour sa perte de poids lors de leur entrevue. Tony passe une nuit agitée, puis se rend en voiture sur le pont Pulaski Skyway et jette la peinture de Massarone dans la rivière en contrebas. Bien que Tony n'ait pas donné l'ordre formel de l'éliminer à Silvio et Christopher, le lendemain, Massarone est retrouvé mort dans le coffre de sa voiture, un de ses ustensiles de golf fourré dans la bouche, signe qu'il était un traitre qui parlait trop.
Un autre informateur, le capo des Soprano Ray Curto, se rend au siège du FBI pour aider des agents à corriger une transcription d'une réunion qu'il a enregistrée. Adriana est elle aussi sous pression. Son agent-traitant du FBI, l'agent Sanseverino , lui raconte la tragédie familiale qui l'a poussée à rejoindre le FBI, et lui dit qu'elles sont toutes les deux « avec les gentils maintenant », mais cela ne réconforte pas Adriana pour autant. Carmela organise des soirées cinéma chez elle avec ses amies pour regarder des classiques américains. Lors d'une de ces soirées, alors qu'elle a bu beaucoup de vin, Adriana se sent coupable et ce sentiment se renforce lorsque Rosalie lui dit que la veuve de Big Pussy Bonpensiero, Angie, n'est pas la bienvenue dans leur groupe car son mari était un informateur. Une Adriana en larmes admet presque la vérité à ses amies, mais au dernier moment elle s'enfuit et se blesse dans l'allée en trébuchant. Elle refuse les offres de premiers soins de Carmela et fonce dans sa voiture. Elle dit ensuite à l'agent Sanseverino que son amie Tina, qui a flirté avec Chris, détourne de l'argent de l'entreprise où elle travaille. Cette révélation lui permet d'estomper ses doutes ; elle collabore mais ne révèle pas d'informations importantes sur la Famille du New Jersey.
- Acteurs :
  - Cet épisode marque la première apparition de Steve Buscemi dans le rôle de Tony Blundetto.
  - Lorraine Bracco n'apparaît pas dans cet épisode, bien que créditée au générique[5].
- Musique :
  - La chanson diffusée lors du générique de fin est Undercover (Of the Night) par The Rolling Stones[4].

### Épisode 3:Cherche Johnny désespérément
- États-Unis : 21 mars 2004 sur HBO
- France : 12 septembre 2004 sur Jimmy[1]

- Chris Caldovino (Billy Leotardo)
- Miryam Coppersmith (Sophia Baccalieri)
- Frances Esemplare (Nucci Gualtieri)
- Robert Funaro (Eugene Pontecorvo)
- Joseph R. Gannascoli (Vito Spatafore)
- Dan Grimaldi (Patsy Parisi)
- Joe Maruzzo (Joe Peeps)
- Angelo Massagli (Bobby Baccalieri, Jr)
- Kathrine Narducci (Charmaine Bucco)
- Richard Portnow (Harold « Mel » Melvoin)
- Frank Santorelli (Georgie)
- Joe Santos (Angelo Garepe)
- Ed Vassallo (Tom Giglione)
- Frank Vincent (Phil Leotardo)
- Karen Young (Agent Robyn Sanseverino)
- Michael Cavalieri (E. Gary La Manna)
- Madison Connolly (Alyssa Giglione)
- Patti D'Arbanville (Lorraine Calluzzo)
- Anthony Desio (Jimmy La Manna)
- Danielle Divecchio (Barbara Giglione)
- Dean Edwards (Charles)
- Allen Enlow (Dr Harry Winer)
- Hilda Evans (Wanda)
- Frank Fortunato (Jason Evanina)
- Anna Marie Gottfried (Tante Mary)
- Rich Hebert (Dan MacDonald)
- Michael Isaiah Johnson (Shabazz)
- DeVone Lawson Jr (Policier #2)
- Robert Loggia (Feech La Manna)
- Louis Mustillo (Salvatore "Sal" Vitro)
- George T. Odom (Nelson)
- Anthony Piccolo (Stephane Giglione)
- Bill Rowe (Curtis)
- Ed Setrakian (Tommy)
- Myk Watford (Policier #1)

Sal Vitro est un jardinier qui travaille dans un quartier particulier depuis des décennies, notamment chez la tante de Paulie. Feech lui dit que le quartier appartient maintenant à son neveu, E. Gary La Manna qui vient de monter sa société. Sal refuse son ordre, Feech l'attaque alors vicieusement et lui casse le bras droit avant que Tony B., qui est avec lui à cette occasion, ne l'oblige à s'éloigner, lui rappelant qu'il est en liberté conditionnelle. Paulie apprend l'agression par une amie de sa tante et dit à Sal que, en contrepartie de quelques pourcents de son chiffre d'affaires, il peut arranger les choses. Il rend visite à Feech dans sa boulangerie, son entreprise légitime. Mais le ton monte entre les deux hommes et Feech lui intime l'ordre de sortir. Paulie trouve alors Gary La Manna et son frère au travail et les attaque tous les deux : le premier tombe d'un arbre qu'il était en train d'élaguer, le deuxième est assommé d'un coup de pelle. Il vide le portefeuille de Gary, lui ordonne de lui donner une part de ses bénéfices et de payer les frais médicaux de Sal. Lors d'une réunion de conciliation entre Paulie et Feech, Tony décide que le quartier doit être divisé entre Gary et Sal. Quand Paulie l'en informe, Sal tente de cacher sa déception. Paulie ajoute qu'il devra fournir des services gratuits au domicile de « certains de nos amis ». Par la suite, il s'occupe de tondre la pelouse de Tony et celle de Johnny Sack, qui est d'une superficie très importante.
La tension monte à New York : Lorraine Calluzzo et son petit ami, Jason Evanina, collectent les dettes et paiements pour Little Carmine. Ils sont attaqués par trois des hommes de Johnny, Phil Leotardo, son frère Billy et Joey Peeps. Phil soumet Lorraine à une simulation d'exécution. Lorraine, Jason et Angelo ont une réunion avec Tony et Junior. Tony recommande que New York forme un triumvirat afin d'apaiser les tensions : Johnny, Carmine et Angelo. Angelo dit qu'il est semi-retraité et veut juste profiter de ses petits-enfants. Tony rencontre Johnny, lui disant que Lorraine l'a contacté. Il soulève l'idée de partage du pouvoir de la réunion précédente, la présentant comme l'idée d'Angelo. Johnny répond avec mépris et colère, accusant Tony d'avoir donné du pouvoir à Little Carmine lors du différend sur l'arnaque des logements en étant allé le voir à Miami. Plus tard, Tony et Johnny se retrouvent à nouveau pour une réunion de conciliation. Tony est accompagné de Christopher qui intervient malgré ses instructions préalables. Johnny leur crie dessus et la séance échoue. Tony est alors furieux contre son neveu.
Tony se réconcilie avec Artie Bucco, qui a toujours des ressentiments à la suite de l'incident du prêt et sa tentative de suicide. Il propose à Artie de loger avec lui dans la maison de sa mère, car son ami a des problèmes de logement à la suite de sa séparation. Après quelques hésitations, il accepte.
- Acteurs :
  - Il s'agit du seul épisode dans lequel Edie Falco n'apparaît pas.
- Musique :
  - La chanson diffusée lors du générique de fin est Earth, Wind, Water par Mitch Coodley[4].

### Épisode 4:Famille, je vous aime
- États-Unis : 28 mars 2004 sur HBO
- France : 12 septembre 2004 sur Jimmy

- Ray Abruzzo (Little Carmine Lupertazzi)
- Chris Caldovino (Billy Leotardo)
- Patti D'Arbanville (Lorraine Calluzzo)
- Frank Fortunato (Jason Evanina)
- Robert Loggia (Feech La Manna)
- Joe Maruzzo (Joey "Peeps")
- John Pleshette (Dr. Ira Fried)
- Joe Santos (Angelo Garepe)
- David Strathairn (Robert Wegler)
- Frankie Valli (Rusty Millio)
- Frank Vincent (Phil Leotardo)
- Joseph R. Gannascoli (Vito Spatafore)
- Carl Capotorto (Little Paulie Germani)
- Max Casella (Benny Fazio)
- Peter Bogdanovich (Dr. Elliot Kupferberg)
- Will Janowitz (Finn DeTrolio)
- Dennis Aloia (Justin Blundetto)
- Kevin Aloia (Jason Blundetto)
- Cameron Boyd (Matt Testa)
- Michael Pemberton (Supervisor Jimmy Curran)
- John Marinacci (Dealer)
- Adam Rose (Todd)
- Stewart J. Zully (Alan Ginsberg)
- Terence Winter (Tom Amberson)
- Leon Wieseltier (Stewart Silverman)
- David Lee Roth (lui-même)
- Lawrence Taylor (lui-même)
- Gina Lynn (Stripper)
- Bernie Brillstein (lui-même)
- Jerry Adler (Hesh Rabkin)

La tension monte d'un cran à New York quand Phil Leotardo tue Lorraine Calluzo et son petit ami Jason pour avoir refusé de remettre leur collecte d'argent à Johnny Sack. Little Carmine envisage des représailles sur les conseils de son capo Rusty Millio. Tony demande à ses capos et membres de la famille du New Jersey de ne pas prendre part au conflit interne de la famille de New York. Feech demande à Tony de reprendre les parties de Poker qu'il organisait par le passé, ce qu'il accepte à condition d'obtenir une part de 20% de ses bénéfices. Au cours de l'une d'elles, Feech raconte des histoires de mafieux à de jeunes membres, notamment celle où Tony et Jackie Sr l'ont volé lors d'une partie de cartes ce qui leur a permis de monter en grade au sein de la famille.  Les blagues et anecdotes du vieux mafieux agacent énormément Tony, alors que son équipe rit de bon cœur. Au cours d'une dispute, Carmela annonce à Tony que son équipe rit de ses blagues car il est le patron. Il obtient confirmation en racontant une mauvaise blague lors d'une partie de cartes ; il constate que Silvio et Paulie rient par réflexe à cause de son statut alors que Feech reste stoïque.
Lors d'une partie de Poker, Feech apprend que le docteur Ira Freed, ami proche de Tony et membre de la communauté juive, organise prochainement le mariage de sa fille. Lors de la réception, il organise le vol d'une partie des voitures de luxe des invités garées sur le parking. Le docteur Freed contacte Tony pour qu'il fasse jouer ses contacts afin de les récupérer, pensant que l'opération a été montée par un groupe mafieux du New Jersey. Tony est furieux de découvrir que c'est Feech qui organisé le vol, sans l'en informer et profitant de l'information anodine donnée par son ami. Il lui ordonne de rendre une Mercedes SL55 auquel un parent de Freed tient énormément et de lui verser une partie des profits de l'affaire. À la suite d'une discussion avec Silvio, ils arrivent à la conclusion que Feech est devenu un problème pour la tranquillité de leurs affaires, n'acceptant pas le rôle de Tony comme patron ; ils hésitent alors à le supprimer. Après réflexion, ils lui tendent un piège : Christopher se rend chez Feech avec Benny et l'incite à cacher dans son garage un camion rempli de téléviseurs volés ; celui-ci accepte contre rétribution. Son contrôleur judiciaire est alors envoyé opportunément pour visiter son domicile et le renvoie en prison pour avoir violé sa liberté conditionnelle.
- Acteurs :
  - Lors de parties de Poker, on peut voir David Lee Roth, chanteur du groupe Van Halen et Lawrence Taylor, ex-joueur de football américain de l'équipe des New York Giants.
- Musique :
  - La chanson diffusée lors du générique de fin est La Petite Mer par Titi Robin[4].

### Épisode 5:Amours interdites
- États-Unis : 4 avril 2004 sur HBO
- France : 19 septembre 2004 sur Jimmy

- Hill Harper (le docteur Davenport)
- Karen Young (l'agent Sanseverino)

Tony et Adriana ont chacun des problèmes de santé : le premier s'est fait enlever un grain de beauté cancérogène, tandis que la seconde est traitée pour un syndrome du côlon irritable causé par le stress. Tony passe beaucoup de temps au club d'Adriana, qui se retrouve seule après que Christopher est envoyé en Caroline du Nord pour gérer une affaire de contrebande de cigarettes. Lors d'une soirée au club, Tony rencontre par hasard sa fille Meadow qui est avec des amis ; elle trouve l'attitude de son père bizarre et dira plus tard à sa mère qu'elle le suspecte d'avoir pris de la cocaïne. Tony et Adriana se retrouvent ensemble dans le bureau pour parler de leurs problèmes personnels avant de sniffer de la cocaïne ensemble. Alors qu'ils étaient sur le point de s'embrasser, Phil et Joey arrivent pour remettre une enveloppe d'argent au boss. Lors d'une de ses séances avec Melfi, Tony  explique qu'avoir une relation avec Adriana entraînerait des problèmes avec Chris et Carmela mais qu'il est capable de se contrôler. À la veille du retour de Chris, Tony et Adriana se rendent à Dover pour acheter de la cocaïne. Sur la route, Tony fait une embardée pour éviter un raton laveur et son SUV se retourne du côté conducteur. Tony sort indemne de l'hôpital, tandis qu'Adriana a des bleus et une blessure à la tête. Tony propose d'inventer une histoire pour expliquer pourquoi ils étaient ensemble et seuls à 2 h du matin : ils cherchaient de quoi manger. 
Cependant, l'équipe de Tony et leurs associés déforment l'histoire lorsqu'ils parlent au téléphone et pensent qu'Adriana faisait une fellation à Tony au moment de l'accident. Chris apprend l'accident et a immédiatement des doutes. Chez Satriale, il s'emporte et en arrive presque aux mains avec Vito, qui est désormais capo. Lors d'une réunion en face à face, Tony retourne la conversation contre Chris, lui disant qu'il ne mérite pas une femme aussi belle qu'Adriana. Il jure sur ses enfants que les rumeurs de leur liaison sont fausses. À la maison, Adriana admet que Tony et elle allaient voir son trafiquant de drogue, mais insiste sur le fait que rien ne s'est passé entre eux. Chris la gifle à plusieurs reprises et la met à la porte de leur appartement, ce qui le fait replonger dans la consommation d'alcool.
Chris, ivre, arrive au Bada Bing et vide son pistolet sur la voiture de Tony avant d'entrer dans le club, où il est maîtrisé. Tony et son équipe l'emmènent dans les Meadowlands, où Tony se prépare à l'exécuter s'il ne reconnaît pas que rien ne s'est passé. Cependant, sur la suggestion de Tony B, Chris est emmené à l'hopital voir le médecin qui a soigné Tony et Adriana la nuit de l'accident. Bien qu'il soit menacé, le médecin reconnaît volontiers que les blessures d'Adriana montrent qu'elle portait sa ceinture de sécurité et était assise bien droite lorsque l'accident s'est produit. Chris est apaisé à la suite de ces explications mais se sent maintenant comme un objet de moquerie.
- Musique : le morceau diffusé lors du générique de fin est Chi Il Bel Sogno Di Dorett interprété par Ľuba Orgonášová[4].

### Épisode 6:Éducation sentimentale
- États-Unis : 11 avril 2004 sur HBO
- France : 19 septembre 2004 sur Jimmy

- David Strathairn (Robert Wegler)
- Paul Schulze (le père Phil Intintola)
- Liza Lapira (Amanda Kim)

Ayant de plus en plus de mal à s'occuper d'AJ, Tony renvoie l'adolescent chez Carmela, qui le laisse revenir à condition qu'il améliore ses notes et son comportement. Carmela va voir le conseiller d'orientation du lycée, Robert Wegler, et accepte de dîner avec lui le lendemain soir. Après le dîner, ils vont chez lui et font l'amour. Carmela déjeune avec le Père Phil Intintola, qui lui rappelle qu'elle s'est engagée envers son mari devant Dieu. Cependant, elle continue sa liaison, même après avoir fait des aveux formels lors d'une confession. Un soir alors qu'elle est chez son amant, elle part brusquement, prétextant qu'elle est contrariée par les résultats scolaires d'AJ ; elle est en fait troublée par les lois de l'Église. Le lendemain, Wegler fait pression sur le professeur d'anglais d'AJ pour qu'il augmente sa note pour un devoir d'un faible niveau. Après plusieurs rapports sexuels au cours desquels Carmela parle à chaque fois d'AJ, Wegler en conclut que cette dernière l'utilise juste pour améliorer les notes de son fils et lui dit qu'il veut mettre fin à leur relation. Profondément blessée par cette affirmation, Carmela se dispute avec Wegler et quitte en trombe le domicile du conseiller d'orientation. Lors d'une discussion à la suite de cette séparation, son père lui suggère de chercher d'autres partenaires masculins ; Carmela répond qu'en tant qu'épouse de Tony, on se méfiera toujours de ses motivations.
- Le titre fait référence au livre L'Éducation sentimentale de Gustave Flaubert, dont son roman Madame Bovary est également cité dans cet épisode.
- Musique : la chanson diffusée lors du générique de fin est The Blues is My Business par Etta James[4].

### Épisode 7:Gentleman Tony
- États-Unis : 18 avril 2004 sur HBO
- France : 26 septembre 2004 sur Jimmy

- Tim Daly (J.T. Dolan)
- Polly Bergen (Fran Felstein)
- Joseph Siravo (Johnny Boy Soprano)
- Frank Vincent (Phil Leotardo)

Après les funérailles de sa tante Concetta, Tony fait la connaissance de Fran Felstein, la maîtresse de longue date de son défunt père qu'il trouve assise devant  la tombe de ses parents. Ils sympathisent et continuent de se rencontrer. Tony en apprend plus sur son père grâce à elle et que, sous la pression de sa mère Livia, son père a emmené et confié Tippy, le chien de son enfance  à Fran, dont le fils s'en est occupé. Fran se souvient aussi de Junior qui lui faisait des avances. Junior dit à Tony qu'il l'aimait mais n'était pas assez audacieux pour lui déclarer sa flamme. Fran raconte également à Tony sa liaison avec le président John F. Kennedy en 1961 ; elle conserve en souvenir de cette époque un mouchoir brodé des initiales JFK.
Tony et Fran visitent un circuit de voitures miniatures à New Egypt. Durant la visite, Fran explique que le père de Tony avait promis de lui laisser une part du circuit comme « héritage », mais que Phil Leotardo et Hesh Rabkin l'ont flouée. Tony s'engage à récupérer l'argent en son nom et obtient un entretien avec Phil et Hesh, sous la médiation de Johnny Sack. Hesh accepte de payer mais Phil s'oppose au paiement de 25 % et retarde le versement alors que Tony lui a donné un délai de sept jours pour le faire. Lorsque Tony le croise par hasard dans la rue, celui-ci s'enfuit et il le poursuit alors en voiture. La poursuite se termine par un accident au cours duquel Phil s'encastre sur un camion, le blessant grièvement au cou. Plus tard, Tony est en mesure de collecter 150 000 $ pour Fran.
Junior, dont la santé mentale et la mémoire se sont améliorées grâce à de nouveaux médicaments, dit qu'il devient fou alors qu'il est toujours en résidence surveillée. Il commence à se rendre à tous les enterrements qu'il peut, même s'il ne connaît que très peu le défunt, juste pour sortir de sa maison. Lors des funérailles du mari de Concetta, décédé peu de temps après sa femme, Junior commence à pleurer de manière incontrôlable et doit être aidé par Bobby et Janice. Junior s'effondre plus tard dans le bureau de son médecin lorsqu'il mentionne le manque de but dans sa vie.
Christopher commence à passer du temps avec J.T. Dolan, un scénariste de télévision qu'il a rencontré en cure de désintoxication. Les deux hommes se soutiennent mutuellement lorsqu'ils ressentent l'envie de boire de l'alcool ou de se droguer. Après avoir perdu un pari sportif contre J.T., Chris l'introduit aux parties de poker à gros enjeux de la « famille ». JT accumule 60 000 $ de dettes et ne peut honorer ses paiements, contraignant Chris et Little Paulie à se rendre à son appartement et à le passer à tabac. J.T. perd des contrats de scénariste, le faisant se retomber dans l'héroïne. Chris l'aide alors à retourner en cure de désintoxication.
- Musique : le morceau diffusé lors du générique de fin est Melancholy Serenade composé par Jackie Gleason[4].

### Épisode 8:Retour de flamme
- États-Unis : 25 avril 2004 sur HBO
- France : 26 septembre 2004 sur Jimmy

- Ray Abruzzo (Little Carmine)
- Tom Aldredge (Hugh De Angelis)
- Allison Bartlett (Gwen McIntyre)
- Chris Caldovino (Billy Leotardo)
- Toni Kalem (Angie Bonpensiero)
- Joe Maruzzo (Joseph "Joey Peeps" Peparelli)
- Joe Santos (Angelo Garepe)
- Paul Schulze (le père Phil Intintola)
- Suzanne Shepherd (en) (Mary De Angelis)
- Frank Vincent (Phil Leotardo)
- Frankie Valli (Rusty Millio)
- Sharon Angela (Rosalie Aprile)
- Will Janowitz (Finn DeTrolio)
- Bruce Kirby (Russ Fegoli)
- Matthew Del Negro (Brian Cammarata)
- Marianne Leone (Joanne Moltisanti)

Tony rencontre Johnny et accepte de payer pour les dommages causés à la voiture de Phil, à la suite de la course-poursuite ayant entraîné son accident. Pour contrôler les coûts, il fait faire le travail dans l'atelier de carrosserie de Pussy, maintenant dirigé par sa veuve Angie. Une fois le travail terminé, Phil profite de la situation en demandant d'autres réparations pour des défauts inexistants. La tension monte à New York : le bateau de Little Carmine est coulé. Son équipe tente de recruter Tony B par l'intermédiaire d'Angelo, son ancien copain de prison, pour éliminer la concurrence dans la « famille » de New York. Tony B refuse suivant les ordres de Tony qui veut garder la famille du New Jersey à l'écart des hostilités à New York. Mais il manque d'argent et ses jeunes fils envient le niveau de vie des Soprano. Il accepte finalement le contrat ; on lui alors demande d'éliminer Joey Peeps en vengeance de la mort de Lorraine Calluzo. Tony B l'aborde alors qu'il est dans sa voiture devant un bordel de New York où il vient de percevoir un paiement, et lui tire dessus ainsi que sur la prostituée qui l'accompagne, les tuant tous les deux. Le pied de Tony B est blessé lorsque la voiture de Peeps roule dessus ; il quitte la scène de crime en boitillant jusqu'à sa propre voiture.
- Musique : la chanson diffusée lors du générique de fin est Bad 'N' Ruin composée par le groupe Faces avec Rod Stewart au chant[4].

### Épisode 9:Crise de panique
- États-Unis : 2 mai 2004 sur HBO
- France : 3 octobre 2004 sur Jimmy

Tony remarque la blessure récente au pied de Tony B, qu'il attribue à une tentative d'agression dans la rue par plusieurs hommes noirs. Le lendemain, lorsqu'il apprend de Johnny Sack que le tueur de Joey Peeps boitait, Tony manque de s'évanouir à la suite d'une attaque de panique alors qu'il est en train de jouer au golf. Confronté à Tony, Tony B nie calmement son implication dans le meurtre. Tony, conscient de la situation financière difficile de son cousin, décide de lui confier le contrôle d'un casino illégal sur Bloomfield Avenue et de le faire un membre à part entière de la famille, au grand dam de Christopher, qui n'apprécie pas ce favoritisme.
Aux funérailles de Joey, Johnny se rend compte que Little Carmine a conçu le coup comme vengeance pour le meurtre de Lorraine Calluzzo. Johnny soupçonne l'implication de Tony B parce qu'un de ses informateurs l'a vu près de la scène du crime. Lors d'une confrontation houleuse avec Johnny lors des funérailles, Tony invente un alibi pour Tony B. Johnny accepte à contrecœur l'histoire, mais menace Tony de représailles s'il découvre qu'il lui a menti. Lors d'une séance avec le Dr Melfi, le retour des attaques de panique de Tony sont attribuées à ses récentes rencontres avec Tony B. Il admet la vérité sur ce qui s'est réellement passé la nuit où Tony B a été arrêté dans les années 1980. Tony a eu une crise de panique après s'être disputé avec sa mère Livia et a menti en inventant une histoire d'agression par des hommes noirs. Tony se rend compte que cette révélation apaise sa culpabilité et sa honte.
Lors d'un repas avec Meadow et son petit ami, Finn DeTrolio, ce dernier paye la note de restaurant à place de Tony, ce que celui-ci prend pour un manque de respect ; il le reproche vertement à l'ami de sa fille et le rembourse de manière dédaigneuse. Après avoir fait amende honorable, à la demande de Meadow, Tony obtient un emploi pour Finn sur un chantier de construction dirigé par la « famille » du New Jersey, où plusieurs membres de son équipe ont des emplois fictifs. Dans cette situation inconnue et ambigüe, Finn est mal à l'aise. Le malaise se transforme en peur après avoir été témoin d'une violente bagarre entre Eugène Pontecorvo et Little Paulie à la suite de blagues homophobes. Le lendemain, Finn arrive au travail très tôt le matin et surprend accidentellement Vito dans une voiture en train de faire une fellation à un agent de sécurité masculin. Un peu plus tard, Vito le menace implicitement et essaie de le contraindre à assister à un match de baseball des New York Yankees avec lui. Craignant pour sa vie, Finn envisage de quitter le New Jersey et de retourner en Californie, provoquant une violente dispute avec Meadow. Au bout d'une longue discussion, qui dure toute la nuit, il lui propose de se marier et de se fiancer rapidement.
- Musique : la chanson diffusée lors du générique de fin est If I Were a Carpenter par Bobby Darin[4].

### Épisode 10:Buffet froid
- États-Unis : 9 mai 2004 sur HBO
- France : 3 octobre 2004 sur Jimmy

Après s'être bagarrée avec une autre mère de famille lors d'un match de football, Janice doit suivre une thérapie de groupe. Cet événement contrarie Tony qui, en plus, se fait doubler lors de livraisons portuaires par Johnny Sack.
Tony et Johnny Sack se rencontrent à propos d'un chargement manquant de contrebande de scooters Vespa qui devaient être réceptionnés par l'équipe de Carlo Gervasi et répartis entre les deux familles. Johnny nie avoir connaissance de l'affaire et fait une référence pointue au déni continu de Tony à propos de l'implication de Tony B dans le meurtre de Joey. Tony soupçonne Johnny d'avoir accaparé toute la cargaison pour lui-même et envoie Benny et un membre de l'équipage de Carlo au port pour enquêter. Ils interrogent brutalement un agent de sécurité, qui leur dit que c'est Phil Leotardo qui s'est emparé des scooters ; cette information confirme les doutes de Tony sur le double-jeu de Johnny. Une cargaison de fromages italiens coûteux doit arriver au port prochainement : craignant plus de pertes financières, Tony s'emporte devant son équipe.
Tony demande à Tony B et Christopher de retirer trois corps cachés sur le terrain de la ferme de l'oncle Pat Blundetto à Kinderhook, qui est sur le point d'avoir de nouveaux propriétaires. Chris se plaint à Adriana du traitement à son égard par les deux Tony lors des étés d'adolescence passés à la ferme de l'oncle Pat. Adriana suggère qu'ils quittent le New Jersey et recommencent leur vie ailleurs, mais Chris répond qu'il est un soldat à vie. Malgré des tensions initiales, Chris et Tony B se lient alors qu'ils déterrent et se débarrassent progressivement des corps. Cependant, lorsque Tony vient superviser l'achèvement du travail, les deux cousins retombent dans leur routine consistant à s'en prendre à Chris. Il laisse passer une occasion d'aller chasser avec eux et quitte la ferme tôt le lendemain matin, rentrant chez lui en larmes. Tony retourne au Bada Bing et, poussé par un documentaire télévisé qu'il a vu, parle des menaces terroristes liées aux conteneurs de fret non examinés dans les ports. Mais une remarque du barman Georgie Santorelli provoque la fureur de Tony qui le frappe très violemment ; Goergie doit être envoyé à l'hôpital  où on lui diagnostique une perte d'audition permanente. Par la suite, Tony a des remords, donne à Paulie une liasse de billets et insiste pour qu'il s'assure que Georgie reçoive les meilleurs soins. Paulie dit alors à Tony que Georgie quitte son travail au Bing et ne veut plus jamais le revoir.
Carmela continue d'être hostile envers Tony et fait vider l'eau de la piscine de leur maison pour l'empêcher de s'y baigner. Après une autre dispute, ils acceptent d'organiser une fête de fiançailles pour Meadow et Finn. Lorsqu'elle croise par hasard son ancien amant M. Wegler à l'école d'AJ, Carmela se surprend en lui répondant qu'elle retourne vivre avec son mari, mais insiste plus tard auprès de Rosalie qu'elle n'a pas une telle intention.
- Musique : la chanson diffusée lors du générique de fin est I'm Not Like Everybody Else par The Kinks[4].

### Épisode 11:Rêve et Réalité
- États-Unis : 16 mai 2004 sur HBO
- France : 10 octobre 2004 sur Jimmy

- John Heard (Vin Makazian / Mr. de Trollo)
- Annette Bening (elle-même / Mme de Trollo)
- Annabella Sciorra (Gloria Trillo)
- Frank Vincent (Phil Leotardo)
- Joe Santos (Angelo Garepe)
- Leslie Bega (Valentina La Paz)

Après un accident au cours duquel sa maîtresse Valentina s'est gravement brûlée, Tony s'installe au Plaza Hotel afin de se reposer et se détendre. Mais il est en proie à des cauchemars récurrents lors de son séjour. 
Alors qu'elle est en train de cuisiner pour Tony, sa petite amie Valentina met accidentellement le feu à la manche de son kimono et est gravement brûlée. Après être allé lui rendre visite dans une unité de soins pour les grands brûlés, Tony appelle Tony B. Tony remarque que son cousin se comporte de manière erratique, mais n'en connaît pas la raison. Tony B vient d'apprendre qu'Angelo, son ancien compagnon de cellule et ami proche, a été assassiné par Phil et Billy Leotardo. Tony B déclare qu'il doit bientôt partir avec ses fils.
Tony s'enregistre sous un faux nom dans une suite de luxe à l'hôtel Plaza pour passer une bonne nuit de sommeil et y croise le Dr Melfi. Le soir venu, un Tony en proie à l'ennui se met à boire et appelle Charmaine Bucco, pour qui il a de l'attirance. Mais Tony ne disant rien, elle dit à son interlocuteur inconnu d'arrêter de l'appeler. En parcourant les chaînes de télévision, il voit une publicité pour une agence d'escort-girl et appelle une fille asiatique. Il reçoit un message téléphonique de Silvio l'informant du meurtre d'Angelo. Il essaie immédiatement d'appeler Tony B, qui est déjà en fuite et ne répond pas au téléphone. Tony appelle alors frénétiquement le casino de Tony B, tante Quintina et le Bada Bing, disant à tout le monde de faire savoir à Tony B qu'il est à sa recherche. La prostituée arrive puis Tony s'endort et fait un long rêve.
Dans son rêve, Tony rencontre d'abord le défunt Carmine Lupertazzi, qui se cache de « l'homme d'en haut » et reçoit un appel téléphonique lui disant de tuer quelqu'un. Ensuite, il s'assoit dans le bureau de Melfi et est conseillé par son ancienne maitresse décédée Gloria Trillo. Il se retrouve ensuite sur la banquette arrière d'une Cadillac Eldorado de 1959 conduite par son défunt père Johnny Boy Soprano, accompagné de Big Pussy Bonpensiero et Mikey Palmice, également décédés. Mikey se transforme brièvement en Artie. Quand Tony demande où ils vont, Pussy, qui s'est maintenant transformé en Ralphie Cifaretto, se retourne et dit : « Nous vous conduisons au travail ». Le rêve montre que Tony se réveille chez lui et se prépare à aller dîner avec Carmela pour rencontrer les parents de Finn au Nuovo Vesuvio. Quand ils arrivent enfin, le père de Finn est le détective décédé Vin Makazian, tandis que sa mère est l'actrice Annette Bening. Finn se transforme parfois en AJ au cours du dîner. Ensuite, les dents de Tony commencent à tomber tandis que le père de Finn commence à chanter Three Times a Lady des Commodores. Tony essaie d'attirer vainement l'attention d'Annette Bening. Dans les toilettes avec Vin, Tony essaye de trouver une arme à feu qu'il pensait cachée derrière un réservoir de toilettes. Il entend des coups de feu à l'extérieur et voit Tony B tirer sur Phil Leotardo dans sa voiture. Une foule blâme Tony et le poursuit. Pendant la poursuite, Lee Harvey Oswald lui tire dessus. Il s'échappe dans la Cadillac avec l'aide d'Artie. Tony regarde sur la banquette arrière et voit le défunt Richie Aprile et Gigi Cestone. Tony rêve alors de relations sexuelles torrides avec Charmaine, tandis que son mari Artie l'encourage. Le rêve saute soudainement à Tony assis sur Pie-O-My dans son salon, avec Carmela lui permettant de rentrer chez lui à condition qu'il n'y amène pas son « cheval ». À la fin du rêve, Tony est confronté à M. Molinaro, son entraîneur de football au lycée, qui critique le mode de vie de Tony puis souligne qu'il n'avait pas à être un criminel et à vivre avec tout le stress qui en découle. Lorsque Tony essaie de tirer sur Molinaro, son arme fonctionne mal et les balles fondent dans ses mains. L'entraîneur continue de le railler en lui disant qu'il n'est pas préparé.
- Musique : la chanson diffusée lors du générique de fin est Three Times a Lady par les Commodores[4].

### Épisode 12:Arrivederci Bella
- États-Unis : 23 mai 2004 sur HBO
- France : 3 octobre 2004 sur Jimmy

- Leslie Bega (Valentina La Paz)
- Frank Vincent (Phil Leotardo)

Tony se réconcilie avec Carmela et se réinstalle dans sa luxueuse propriété ; ils décident alors d'acheter un terrain pour construire une nouvelle maison. 
Tony tente de calmer le jeu concernant son cousin. En effet, en tuant le frère de Phil Leotardo, sa tête est mise à prix par Johnny Sack. Celui-ci en profite pour s'en prendre aux affaires des Soprano. Carmine Jr. se retire laissant le champ libre à Johnny qui prend les rênes de la famille Lupertazzi.
Devant l'escalade de la violence dans la guerre de la mafia à New York, Little Carmine renonce a devenir le nouveau boss de la famille Lupertazzi. Johnny Sack prend finalement la direction de la Famille. Lors d'un entretien avec Tony, Johnny et Phil profèrent des menaces contre les proches du boss de la famille du New Jersey. Tony B, en fuite, appelle Tony pour s'excuser. Tony lui dit de ne pas revenir et qu'il s'occupera de ses fils ; en outre, il lui révèle pourquoi il n'était pas présent lors du cambriolage pour lequel Tony B a été arrêté, affirmant qu'il s'était toujours senti coupable. À la fin de  l'appel, ils se disent de faire attention. Tony a profité de l'appel pour le tracer : son cousin est dans le nord de l'état de New York, réfugié dans la maison désormais vide de leur oncle.
Tony et Johnny se rencontrent seuls. Tony dit qu'il sait où se trouve Tony B et lui demande de régler lui-même le problème. Johnny refuse de laisser Tony s'en occuper lui-même et en outre, de promettre que sa fin sera rapide. Tony refuse alors de lui révéler l'emplacement de Tony B, leur rencontre se termine dans l'antagonisme. Tony punit Christopher pour avoir gâché une opération de contrebande de cigarettes. De retour chez lui, Chris fulmine contre le traitement que Tony lui a réservé et ce qu'il considère comme du favoritisme envers Tony B. Adriana, stressée, apprend qu'elle souffre de colite ulcéreuse.
Lors d'une vidéo-surveillance de la boîte de nuit d'Adriana, le FBI la surprend à se comporter bizarrement avec un sac d'ordures ; elle est alors amenée au siège des fédéraux. Elle admet qu'elle nettoyait après qu'un meurtre a été commis dans son bureau au club : le trafiquant de drogue Matush Giamona a poignardé et tué un client qui prétendait avoir été arnaqué. Menacée d'emprisonnement pour avoir dissimulé le meurtre, le FBI veut la contraindre à porter un micro. Elle refuse, mais persuade le FBI que Chris est prêt à se retourner contre Tony et sa « famille ». Les agents du FBI la laisse partir, avec une date limite pour l'amener à témoigner. Quand Adriana dit à Chris qu'elle est une informatrice pour le FBI, il réagit violemment et commence à l'étrangler avant de s'effondrer en pleurant. Ils acceptent finalement de fuir et de commencer une nouvelle vie. Cependant, alors qu'il fait le plein d'essence de son Hummer le lendemain matin, il regarde pensivement une famille pauvre devant la station-service, leurs maigres biens attachés au toit d'une voiture délabrée.
Adriana reçoit un appel de Tony. Il lui dit que Chris a essayé de se suicider mais qu'il va bien et que Silvio viendra la chercher pour l'emmener à l'hôpital. Mais contrairement à ces propos, Silvio la conduit dans une zone boisée déserte, quitte la route pour emprunter une piste, puis s'arrête. Il la traîne hors de la voiture. Alors qu'elle s'éloigne en rampant et en pleurant, il lui tire dessus et la tue. Chris jette une valise pleine de ses affaires dans une décharge au bord de la rivière et gare sa voiture dans un parking longue durée à l'aéroport. Au Bada Bing, Tony constate que Chris s'est shooté à l'héroïne, ne supportant pas la douleur d'avoir perdu Adriana. Tony perd le contrôle et le frappe, disant que Chris n'est pas le seul à avoir de la peine.
- Musique : la chanson diffusée lors du générique de fin est Wrapped in My Memory par Shawn Smith[4].
- Dans l'épisode 4 de la série She-Hulk, le personnage de Benedict Wong se met en colère quand il est interrompu pendant la diffusion de l'épisode par une personne arrivée par magie qui dévoile la mort d'Adriana ce qui met le premier en colère.

### Épisode 13:Respect
- États-Unis : 6 juin 2004 sur HBO
- France : 17 octobre 2004 sur Jimmy

Tony B. est toujours en fuite, tandis que Phil Leotardo s'en prend aux hommes des Soprano. Sous pression, Tony doit tuer lui-même son cousin pour apaiser les tensions.
AJ organise une fête avec un ami et finissent par faire 300 $ de profit chacun. Carmela dit à Tony qu'AJ a demandé à son conseiller d'orientation quels collèges conviendraient pour étudier l'organisation d'événements. Ils trouvent un peu de réconfort dans le fait qu'AJ est au moins « excité à propos de quelque chose ». Christopher s'occupe de faire disparaître ou revendre les derniers biens d'Adriana. Carmela téléphone chez eux à sa recherche : Chris lui dit qu'ils ont rompu et qu'elle a quitté la ville. Tony lui demande s'il a dit quelque chose à Adriana sur Matthew Bevilaqua ou Ralphie Cifaretto qu'elle aurait pu répéter au FBI. Chris dit que non et assure à Tony qu'il reste sobre et qu'il fait de l'exercice.
Phil récupère le corps de son frère Billy à la morgue et demande à Johnny de se venger en s'en prenant la « famille » du New Jersey. Ray Curto, qui continue de fournir des informations au FBI, organise un dîner d'anniversaire, ignorant qu'Adriana a été elle-même tuée car elle était informatrice pour les fédéraux. Les présents au dîner sont rétifs à la protection continue de Tony de son cousin, Tony B. Avec Phil cherchant à se venger, ils sont tous en danger. Tony prononce un discours : il explique qu'il sauve Tony B de la torture, qu'il ferait la même chose pour eux et que la Famille doit restée unie.
Phil essaie de retrouver Chris comme cible alternative de sa vengeance, pour sa proximité avec Tony. Il menace la mère de Chris. Chris se cache alors avec l'aide de Benny, mais Phil trouve Benny et le frappe violemment, lui fracturant le crâne. Tony va demander conseil à Junior, mais il ne peut pas l'aider car distrait par sa démence. Lors d'une consultation, le Dr Melfi rappelle à Tony que son inquiétude pour Tony B vient principalement de ses sentiments de culpabilité. Silvio informe Tony du mécontentement croissant dans la famille et affirme qu'il protège Tony B par fierté, ce que Tony rejette avec colère. Tony rend visite à Paulie, ayant entendu dire qu'il fait partie de ceux qui sont insatisfaits de son leadership. Dans le salon de Paulie, il découvre son portrait accompagné de son cheval Pie-O-My , qu'il avait voulu détruire après sa mort. À son insu, Paulie avait conservé le tableau et l'avait fait modifier, changeant les vêtements de Tony pour ceux d'un général colonial. Lorsque Tony demande pourquoi il l'a fait peindre comme un « jockey », Paulie lui dit qu'il se trompe et qu'il l'a fait par admiration sincère pour Tony en tant que leader. Tony prend quelques secondes de pause puis arrache ensuite le tableau du mur et le met dans une benne à ordures. 
- Musique : la chanson diffusée lors du générique de fin est Glad Tidings par Van Morrison[4].